# Списак топонима названих по Србима
Списак топонима названих по Србима садржи имена насељених мјеста (градова и села), ненасељених предјела, хидронима (ријека и језера), планина итд. широм свијета, који своје име темеље у имену народа Срби. Такође, списак садржи и оне топониме који се могу повезати са етнонимом Срби. Списак је подијељен према одређеним макрорегионима или континентима, те државама, у зависности од концентрације броја топонима.

## Југоисточна Европа
На простору бивше Југославије, Албаније, Грчке и Бугарске постоји преко 90 топонима названих по Србима. Изузев неколико древних насеља у Панонији (нпр. Сербинум, Сербетијум), за већину осталих топонима званична наука нема дилеме да је коријен ријечи изведен од етнонима за балканске Србе.

### Јужнословенске земље
- Агићи Српски - срез Босански нови (1898), БиХ;
- Баљвине Српске - срез Скендер Вакуф (1898), БиХ;
- Бијела Српска - срез Брчко (1898), БиХ;
- Бихани Српски- срез Кључ (1898), БиХ;
- Божинци Српски - срез Босански Нови (1898), БиХ;
- Брезово Поље Српско- срез Брчко (1898), БиХ;
- Брњица Српска - срез Доња Тузла (1898), БиХ;
- Варош Српска- срез Босанска Градишка (1898), БиХ; и испостава Добој (1898), БиХ; и срез Дервента (1898), БиХ; и срез Грачаница (1898), БиХ;
- Волар Српски- срез Приједор (1898), БиХ;
- Галиповци Српски - срез Прњавор (1898), БиХ;
- Горња Србица — насеље у општини Призрен, Србија;
- Горњи Срб — бивше насеље у општини Грачац, Хрватска;
- Горњи Србани — село у Истри;
- Горњи Српци — предио у Македонији;
- Граовица Српска - срез Билећа (1898), БиХ; и срез Маглај (1898), БиХ;
- Грапска Српска - срез Градачац (1898), БиХ; и срез Грачаница (1898), БиХ;
- Доња Србица — насеље у општини Призрен, Србија;
- Доњи Срб — бивше насеље у општини Грачац, Хрватска;
- Доњи Србани — село у Истри;
- Доњи Српци — село у општини Могила, Македонија;
- Дубравице Српске - срез Брчко (1898), БиХ;
- Жуново Српско - срез Кладањ (1898), БиХ;
- Заблаће Српско - срез Кључ (1898), БиХ;
- Забуквица Српска- срез Сребреница (1898), БиХ;
- Зелиња Српска - срез Градачац (1898), БиХ;
- Зецови Српски - срез Сански Мост (1898), БиХ;
- Зримње? Српско - срез Сребреница (1898), БиХ;
- Јањари Српски- срез Бијељина (1898), БиХ;
- Календеровци Српски - срез Скендер Вакуф (1898), БиХ;
- Кијево Српско - срез Сански Мост (1898), БиХ;
- Костурево? Српско - срез Зворник (1898), БиХ;
- Лукавац Српски - срез Доња Тузла (1898), БиХ;
- Љусина Српска - срез Крупа (1898), БиХ;
- Малешићи Српски - срез Грачаница (1898), БиХ;
- Милино Село Српско - срез Маглај (1898), БиХ;
- Модран Српски - срез Бијељина (1898), БиХ;
- Мравица Српска - срез Прњавор (1898), БиХ;
- Његановићи Српски - срез Билећа (1898), БиХ;
- Прибидо Српски - срез Сребреница (1898), БиХ;
- Равска Српска - срез Приједор (1898), БиХ;
- Растока Српска - срез кључ (1898), БиХ;
- Рашљани Српски - срез Бихаћ (1898), БиХ; и срез Брчко (1898), БиХ;
- Сербегли — срез Трн 1877. године, Бугарска;
- Сербија — срез Трн 1877. године, Бугарска;
- Сербљаница — срез Берковица 1877. године, Бугарска;
- Ситнеж Српски - срез Прњавор (1898), БиХ;
- Сјрбан — срез Петрич 1877. године, Бугарска;
- Сјрбци — срез Битољ 1870. године, Македонија;
- Солун Српски - срез Кладањ (1898), БиХ;
- Срб (брдо) — брдо код насеља Срб у Лици, Хрватска;
- Срб (Грачац) — насељено мјесто у општини Грачац, Хрватска;
- Срб (древни град) — средиште Унске жупаније током средњег вијека;
- Србавци (древни град) — древни град у средњовјековној Рашкој;
- Србани — предио у Истри (подјељен на два села);
- Србани (Пакрац) — предио у околини Пакраца, Хрватска;
- Србаново, данас Рупите — село у области Благоевград, Бугарска;
- Србар — древно насеље (из 13. вијека) у Истри;
- Србарија — насеље у старој Рашкој држави;
- Србарица — село у бујском котару у Истри;
- Србац — градско насеље и општина у Српској, БиХ;
- Србац Село — насеље у општини Србац, Српска, БиХ;
  - Србачки пут — дио насеља Нова Топола код Градишке, Српска, БиХ;
- Србачка — дио града Љубовија, Србија;
- Србе (до 1934), данас Малки Вршец — село у Габровској области, Бугарска;
- Србегли, данас Јаворец — село у Габровској области, Бугарска;
- Србеница — највиши врх планине Понор, на ланцу Старе Планине, Бугарска;
- Србеница (до 1934), данас Софронијево — село у области Враца, Бугарска;
- Србеница, данас Српеница — село на десној обали ријеке Соче, општина Бовец, приморски дио Словеније;
- Србера — предио и локва у Истри;
- Срби, данас Браничево (Бугарска) — село у Шуменској области, Бугарска;
- Србин Ками — село у Црној Гори;
- Србина — село у Црној Гори;
- Србинов Луг — предио у Лици, Хрватска;
- Србиново — насељено мјесто у општини Гостивар, Македонија;
- Србиново (Нови Сад) — село код Новог Сада, Србија;
- Србиново (до 1934), данас Брежани (Бугарска) — село у области Благоевграда, Бугарска;
- Србиново (до 1934), данас Сребриново — село у Пазарџичкој области, Бугарска;
- Србиновска Махала — село у општини Крива Паланка, Македонија;
- Србинце — село у општини Сурдулица, Србија;
- Србинци — село у Србији;
- Србињак — село у општини Тињан, Истри, Хрватска;
- Србиње — назив за Фочу током и након рата у БиХ, (у периоду 1993—2004.), Српска, БиХ;
- Србиславци — предложено име (1992.) за насеље Хртковци, општина Рума, Срем, Србија;
- Србица — градско насеље и општина на Космету, Србија;
- Србица (Кичево) — сеоско насеље у општини Кичево, Македонија;
- Србица — сеоско насеље у Македонији;
- Србиште (Задар), такође и Србишће — предио код Задра у Хрватској;
- Србјани или Србљани — село код Кичева у Македонији;
- Србљани — насељено мјесто код Бихаћа, БиХ;
- Србљани (Истра) — село у Истри;
- Србљаница (до 1934), данас Илица — село у области Монтана, Бугарска;
- Србљановићи — засеок у близини насеља Папићи, општини Суња, Сисачко-мославачка жупанија, Хрватска;
- Србљанска главица, данас Језерска главица — планински превој близу града Бихаћа, Федерација БиХ;
- Србобран — градско насеље и општина у Јужнобачком округу, Србија;
- Србобран — назив за Доњи Вакуф током рата у Босни и Херцеговини (1992—1995), БиХ;
- Србобран (Исток) — насеље у општини Исток на Косову и Метохији, Србија;
- Србовац — насеље у општини Звечан, Србија;
- Србовец — планински превој код села Радуј у Софијској области, Бугарска;
- Србовлах — предио у Неготинској крајини, Србија;
- Србово — насеље у општини Неготин у Србији;
- Србоград — древни дио Сарајева за вријеме отоманске власти;
- Срботина — име села код Фоче, Српска, БиХ;
- Србски кланац — предио у Лици недалеко од мјеста Срб, Хрватска;
- Срнице Српске - срез Босански Петровац (1898), Бих; и срез Градачац (1898), БиХ;
- Срповци — насељено мјесто у општини Прњавор, Српска, БиХ;
- Српска (Подгорица) — село у близини Подгорице, Црна Гора;
- Српска варош (Брчко) — дио града Брчког, БиХ;
- Српска варош (Зворник) — дио града Зворника, Српска, БиХ;
- Српска варош — дио града Тузла, БиХ;
- Српска Зелиња, након 1945. подјељена на Горњу и Доњу Зелињу — насеља код Добоја, Српска, БиХ;
- Српска Илиџа — од 2004. Источна Илиџа, Српска, БиХ;
- Српска Калесија — од 1996. Општина Осмаци, Српска, БиХ;
- Српска Кларија (до 1945.), данас Радојево — насеље у општини Нова Црња, Средњобанатски округ, Србија;
- Српска Костајница — од 2004. Општина Костајница, Српска, БиХ;
- Српска Кућа — насеље у општини Бујановац, Србија;
- Српска махала — дио града Априлци у Ловечкој области, Бугарска;
- Српска Наузина, данас само Неузина — насеље у општини Сечањ, Србија;
- Српска Црња — насеље у општини Црња у Србији;
- Српска Чука, данас само Чука — насеље у општини Црна Трава, Јабланички округ, Србија;
- Српске Моравице, од 1996. само Моравице — насеље у општини Врбовско, Горски Котар, Хрватска;
- Српске Топлице — дио града Бања Лука, Српска, БиХ;
- Српски Арадац, од 1947. само Арадац — насеље код Зрењанина, Србија;
- Српски Брод — од 2004. Брод, Српска, БиХ;
- Српски Бабуш — насеље у општини Урошевац, Србија;
- Српски Дрвар — од 2004. Источни Дрвар, Српска, БиХ;
- Српски Итебеј — насељено мјесто код Житишта у Србији;
- Српски Кључ — од 2004. Рибник, Српска, БиХ;
- Српски Крстур — насеље у општини Нови Књажевац, Србија;
- Српски Милановац — дио града Бања Лука, Српска, БиХ;
- Српски Милетић — насеље у општини Оџаци, Србија;
- Српски Мостар — од 2004. Источни Мостар, Српска, БиХ;
- Српски Падеј, данас само Падеј — насеље у општини Чока, Севернобанатски округ, Србија;
- Српски Самоков (до 1885), послије Попово — село у Перничкој области, Бугарска;
- Српски Сански Мост — од 2004. Оштра Лука, Српска, БиХ;
- Српски Стари Град — од 2004. Источни Стари Град, Српска, БиХ;
- Српски Столац — од 1996. Општина Берковићи, Српска, БиХ;
- Српски Чунтић — насељено мјесто у саставу града Петриње, Хрватска;
- Српско Горажде — од 2004. Ново Горажде, Српска, БиХ;
- Српско Ново Сарајево — од 2004. Источно Ново Сарајево, Српска, БиХ;
- Српско Орашје — од 2004. Доњи Жабар, Српска, БиХ;
- Српско Поље — од 1991. Хрватско Поље, Оточац, Хрватска;
- Српско Сарајево — од 2004. Источно Сарајево, Српска, БиХ;
- Српско Селиште — насељено мјесто у граду Кутини, Хрватска;
- Српско Село (до 1934), данас Говедарци — село у Софијској области, Бугарска;
- Српско Село (до 1934), данас Мала Царква — насељено мјесто у Софијској области, Бугарска;
- Српце — насеље у општини Кучево, Браничевски управни округ, Србија;
- Српци — село у општини Битољ, Македонија;
- Станица Српска - срез Кључ (1898), БиХ;
- Сухо Поље Српско - срез Маглај (1898), БиХ;
- Тиња Српска - срез Доња Тузла (1898), БиХ;
- Халиловици Српски - срез Сански Мост (1898), БиХ;
- Хасимовци Српски - срез Сански Мост (1898), БиХ;
- Чакловићи Српски - срез Доња Тузла (1898), БиХ;
- Чапље Српске - срез Сански Мост (1898), БиХ;
- Челинац Српски - срез Бања Лука (1898), БиХ;
- Шпионица Српска - срез Источни Сребрник (1898), БиХ;[2]

### Грчка и Албанија
- Серби или Серви (Едеса) — село у округу Панагитса, град Едеса, Грчка;
- Серби (до 1848), данас Жерви — село у округу Пела, општина Воден, Грчка;
- Сербијана (Јањина)[3] — село код Јањине, Грчка;
- Серво-хори — насеље у Солунском санџаку, 1877. године, Грчка;
- Сервос (Аркадија) (на грчком: Србин) — насеље у округу Аркадија на Пелопонезу, Грчка;
- Србота или Сервота — насељено мјесто у округу Трикала, Тесалија, Грчка;
- Србица или Сервија[4] — насељено мјесто у општини Сервија-Велвентос, Грчка;
  - Општина Србица — општина чије се средиште налази у градићу Србица, Грчка;
  - Српчиште — највјероватније, један од стариј назива за Србицу
- Србица, данас Шкјеза — село у општини Бушат, округ Скадар у Албанији;
- Сербет или Шкијах (алб. Schkiah), данас Шијак — град у округу Драча у Албанији.

## Западна и јужна Европа
У западној и дијеловима јужне, те југозападне Европе постоје многи топоними са корјеном ријечи који подсјећа на етноним Србин. Међутим, по мишљењу многих етимолога, њихова стварна повезаност са Србима је и те како упитна. Са друге стране, на неким подручјима Француске и Италије су забиљежене миграције Словена током раног средњег вијека, док је на Пиринејском полуострву интересантна појава народа под именом Сеурби који вијек раније. На списак су уврштени само неки од топонима:

### Француска
У Француској не постоји нити један топоним за који је стручна јавност сагласна да се коријен ријечи односи првенствено на Србе. Међутим, имена неких насеља у алпском дијелу земље подсјећају на етноним Срби, а током раног средњег вијека у тим мјестима су забиљежене и словенске миграције. Касније, током XIV вијека, готово у истом дијелу земље, појављује се властелинска породица Сервијен за коју се вјерује да су поријеклом били повезани са тадашњом Србијом. Ова породица ће касније имати посједе широм Француске, а наведени топоними вјероватно носе имена по овој породици:
- Серба — дио града Нанта;
- Сербан[5] — насеље и општина у Оверњату;
- Серва (Гар) — насеље и општина у департману Гар;
- Серва (Ен) — насеље и општина у департману Ен;
- Сервин — насеље и општина у департаменту Ду, региону Франш-Конте;
- Сервиња — насеље и општина у департаменту Ен, региону Рона-Алпи;
- Сорбон — насеље и општина у департману Ардени, на истоку Француске;
- Сербат (Нерак) — насеље у општини Нерак, департману Лот и Гарона, Нова Аквитанија;
- Сербиље (Ангу) — насеље у општини Ангу, департману Атлантски Пиринеји, Нова Аквитанија;
- Сербуе (Ескалан) — насеље у општини Ескалан, департману Ландри, Нова Аквитанија;
- Сервијан — насеље и општина у департаменту Еро, Окситанија;
- Сорб (Еро) — насеље и општина у департману Еро, Окситанија;
- Сурба — насеље департману Аријеж, Окситанија;

### Италија
- Сербарију[11][12][13] — насеље и општина у саставу Карбоније, на Сардинији;
- Сербадоне, дио насеља Монтефиоре Конка (Римини) — округ Римини, Емилија-Ромања;
- Сервиљано[14][15] (стари називи: Servilianum, Servilianense, Castrum Sorvelliani, Sarvejà, Servejà) — насеље у округу Фермо, региону Марке;
- Сурбо[16][17][13] — насеље у округу Лече, у региону Апулија;

Осим набројаних, у Италији постоје и други топоними са корјеном „серв” и „сорб”, а који се не могу везати за име Срби. Коријен ријечи „серв” најчешће долази од латинске ријечи serve или итал. servire, што значи служити, робовати, док коријен ријечи „сорб” долазе од италијанске ријечи sorbus, што значи јаребика (врста дрвећа):
- Примјери: Сорбо (Козенца), Сорбо (Л'Аквила), Сорбо (Мачерата) или Усита, Сорбо Сан Базиле, Сорбо Серпико, Сорболо, Сорболо Леванте и др.

### Шпанија и Португалија
У Шпанији и Португалији не постоје топоними који су директно повезани са народом Срби. Међутим, постоје топоними који у свом корјену имају ријеч „Серб”, а што се доводи у везу са древним народом познатим као Сеурби, Серби, Сорби или Сирби, (лат. Sevrbi). Овај народ је у Хиспанију дошао из источне или јужне Европе и населио се у предјелу данашње сјеверне Португалије, те Галисије и Леона у Шпанији. Претходно, прије доласка, био је под утицајем Келта. Утицајем Шпаније и Португалије током раног новог вијека, пренесене топониме имамо и у земљама Новог свијета.
- Примјери: Сербон, Сервантес (Луго), Сервантес (Самора), Сервантес (Гранада) и др.

## Сјеверна и централна Европа
У сјеверној и централној Европи, укључујући и цијели прибалтик, постоје бројни топоними са коријеном у имену „срб” (серб, сорб). У већини случајева етимолози се слажу да су ти топоними имена добила по прецима данашњих Лужичких Срба. Изузетак чине нека мјеста у источном прибалтику, гдје су мишљења етимолога донекле подијељења, као и топоними у Словачкој, Мађарској, те неким дјеловима Чешке, за које се тврди да називи потичу по прецима балканских Срба.

### Скандинавија
- Сербе црква[25] — црква у општини Ренесеј, округ Рогаланд, Норвешка;
- Серби (Вестра Јеталанд) — насеље у општини Фалћепинг, округу Вестра Јеталанд, Шведска;
  - Серби Кирка — црква и црквена парохија Шведске цркве са сједиштем у насељу Серби;
  - Серби дистрикт у Вестра Јеталанду — дистрикт у општини Фалћепинг, округу Вестра Јеталанд, Шведска;
- Серби (Еланд) — насеље у општини Борјхолм, на острву Еланд, округу Калмар, Шведска;
- Серби (Естерјетланд) — (до 1791) бивша црквена парохија близу насеља Вифолка у општини Мјелби, округ Естерјетланд, Шведска;
- Серби (Еребро) — насеље у општини Еребро, округ Нерке, Шведска;
- Серби (Норбиос) — дворац у насељу Норбиос, општина Еребро, округ Нерке, Шведска;
- Серби (Ронеби) — насеље у општини Ронеби, округ Блећинге, Шведска;
- Серби (Сканија) — насеље у општини Хеслехолм, округу Сканија, Шведска;
  - Серби (епархија Лунд) — црква и бивша црквена парохија (до 2006) Шведске цркве, у насељу Серби;
  - Серби дистрикт у Сканији — дистрикт у општини Хеслехол, округу Сканија, Шведска;
  - Серби — бивша општина (до 1951) у округу Сканија, са сједиштем у насељу Серби Сокен;
- Серби (Скараборг) — насеље и општина у округу Скараборг, Шведска;
- Серби (Торсокер) — дворац у насељу Торсокер, општина Гнеста, округ Седерманланд, Шведска;
- Серби (Трелеборг) — насеље у парохији Андерслев, општина Трелеборг, округ Сканија, Шведска;
- Серби (Фелингсбро), познат и као Сербихолм — дворац у насељу Фелингсбро, општина Линдесберг, округ Вестманланд, Шведска;
- Сербијенген — насеље у општини Еребро, округ Нерке, Шведска;
- Сербилунг — (до 2015) бивше насеље у парохији Андерслев, општина Трелеборг, округ Сканија, Шведска;
- Сербин (Боден) — насеље у општини Боден, округ Нурботен, Шведска;
- Сербин (Умеа) — село у општини Умеа, у округу Вестернботен, Шведска;
- Сербо (Норвешка) — село у Ренесеју, у Рагаланду, Норвешка;

### Њемачка
- Серба или Зерба — насеље и општина у Тирингији;
- Сербах — рјечица у Хесену, притока Аубаха;
- Сербике (током средњег вијека), касније познато као Цорбикер (Zörbigker), данас Цобикер (Михелн)[26] — напуштено село у округу Зале у Саксонија-Анхалт;
- Сербици, познати и као Сурбици, данас Цербиг[27] — град у Саксонији-Анхалт;
- Сербски Будестеци, касније Будестеце, данас Гроспоствиц — варошица у Саксонији;
- Србице (Видемар) — насеље у општини Видемар, Саксонија;
- Србице (Требен) — насеље у општини Требен, Тирингија;
- Србиште (Анхалт) или Цербст — град у Саксонији-Анхалт;
- Србов, те (од 13. вијека) познато и као Сурбов, Сорбен, Сораби, данас Цорбау (Михелн)[28] — напуштано село у општини Михелн (Гајзелтал), округу Мерзебург-Кверфурт, Саксонија-Анхалт;
- Сорбици у 9. вијеку , касније Зурбици, данас Цербиг[29] — град у округу Анхалт-Битерфелд, Саксонија-Анхалт;
- Сорба у 11. вијеку, данас Цорбау[30] — општина у округу Бургенланд, Саксонија-Анхалт;

### Пољска
- Сарби (Пшеворно) — село у округу Пшеворно, Доња Шлезија;
- Сарби (Стшелински) — село у округу Стшелински, Доња Шлезија;
- Сарби Горне — село у округу Стшелински, Доња Шлезија;
- Сарбија (Вонгровјец) — насеље у Вонгровјецком округу, Великопољска;
- Сарбија (Западнопоморска) — село у округу Колобжег, Западнопоморско војводство;
- Сарбија (Лубушка) — село у Кросњенском округу, Лубушка;
- Сарбија (Чарнков) — насеље у Чарнковско-тшћанкскоm округу, Великопољска;
  - Сарбија (станица) — жељезничко чвориште код мјеста Сарбија, Великопољска;
- Сарбија (Шамотулски округ) — насеље у Шамотулстом округу, Великопољска;
- Сарбијево (Лубушка) — село у округу Стшелецко-Дрезденецки, Лубушко војводство;
- Сарбијево (Мазовија) — село у округу Плоњски, Мазовија;
- Сарбин (познат и као Зарбин) — предио у Мазовији;
- Сарбиново — предио у Лубушком војводству;
- Сарбиново (Гостињски) — село у Гостињском округу, Великопољска;
- Сарбиново (Дебно) — село у округу Мислибуршки, Западнопоморско војводство;
- Сарбиново (Кошалински) — село у округу Кошалински, Западнопоморско војводство;
- Сарбиново (Кујавско војводство) — село у округу Жњински, Кујавско војводство;
- Сарбиново (Лубушка) — село у округу Стшелецко-Дрезденецки, Лубушко војводство;
- Сарбиново (Мислибурж) — село у округу Мислибуршки, Западнопоморско војводство;
- Сарбиново (Позњански) — село у Позњанском округу, Великопољска;
- Сарбиново Другије — село у округу Жњински, Кујавско војводство;
- Сарбице Другије — село у округу Келегцки, Светокришко војводство;
- Сарбице Пјервже — село у округу Келегцки, Светокришко војводство;
- Сарбицко — село у округу Турешки, Великопољска;
- Сарбка (Вонгровјец) — насеље у Вонгровјецком округу, Великопољска;
- Сарбка (Чарнковско-тжћјанецки округ) — насеље у Чарнковско-тжћјанецком округу, Великопољска;
- Сарбск[31][32] — село у округу Леборк, Поморском војводству, јужно од Сарбског језера;
- Сарпско језеро — језеро у Поморском војводству, дио Словињског националног парка;
- Серби (Доња Шлезија) — село у Глогувском округу, Доња Шлезија;
- Сербија (Лубушка) или Сарбија — село у округу Кросњенски, Лубушко војводство;
- Сербов (Лубушка) — село у округу Слубицки, Лубушко војводство;
- Сорбин — село у округу Скаржишки, Светокришко војводство;
- Србија (затвор) — популарно име за један непуштени женски затвор у Варшави, као и дио града гдје се затвор налази, Пољска;
- Старе Серби — село у Глогувском округу, Доња Шлезија;
- Шарбја или Сарбија — село у округу Прошовицки, Малопољска;
- Шарбја Звјерзињецка — село и округу Казимешки, Светокришко војводство;

### Прибалтик
- Сербента (притока Ровеје) — поток у Паневежиском округу, Литванија;

### Чешка
- Висока Српска — насељено мјесто у округу Наход, у Краловехрадечком крају;
- Млекосрби — насељено мјесто у округу Храдец Кралове, у Краловехрадечком крају;
- Ниска Српска — насељено мјесто у Краловехрадечком крају;
- Србеч — насеље у округу Раковњик, у Средњочешком крају;
- Срби (Домажлице) — насељено мјесто у округу Домажлице, Плзењски крај;
- Срби (Плзењ-југ) — насељено мјесто у округу Плзењ-југ, Плзењски крај;
- Срби (Тукловице) — насељено мјесто у округу Кладно, у Средњочешком крају;
- Србин (Чешка) — село у општини Мукаро, округ Праг-исток;
- Србице (Вотице) — дио насеља Вотице у округу Бенешов;
- Србице (Домажлице) — насељено мјесто у округу Домажлице, Плзењски крај;
- Србице (Мохтин) — дио насеља Мохтин у округу Клатови;
- Србице (Теплице) — насељено мјесто у округу Теплице, Устечки крај;
- Србички поток (притока Конопиштског потока) — притока Конопиштског потока, округ Бенешов;
- Србички поток (притока Мохтинског потока) — притока Мохтинског потока, округ Клатови;
- Србички поток (притока Радбузе) — притока рјечице Радбуза, округ Домажлице;
- Србска (Брно) — кварт у граду Брно;
- Србска (Либерец) — насељено мјесто у округу Либерец, у Либеречком крају;
  - Србска (станица) — жељезничко чвориште у Чешкој;
- Србско — насељено мјесто у округу Бероун, у Средњочешком крају;
- Србско (Млада Болеслав) — насељено мјест у округу Млада Болеслав, у Средњочешком крају;
- Србу Рибник — бара у близини села Мали Јеников, округ Јиндрихув Храдец; Јужночешки крај;
- Србце (Луже) — дио насеља Луже у округу Хрудим;
- Србце (Окринек) - дио насеља Окринек у округу Нимбурк;
- Србце (Простјејов) — насељено мјесто и сеоска општина у округу Простјејов;
- Српска Камењица — насељено место у округу Дјечин, Устечки крај;

### Словачка
- Србова или Сарбова, данас Шарбов — насељено мјесто у округу Свидњик, Прешовски крај;
- Осрбљанка — поток у југозападном дијелу округа Брезно;
- Осрбље — насељено мјесто у округу Брезно, Банскобистрички крај;

### Мађарска
- Србоград, данас Шарбогард — град у жупанији Фејер;
- Српска Варош, данас Табан — дио града Будима;
- Српска Боја или Рац Боја — данас Неметбоља
- Српска Мечка или Рац Мечка — село у Барањској жупанији;
- Српска Река, данас Сарберек — дио града Татабања;
- Српски Алмаш, познат и као Рацалмаш или Рац Алмаш — насеље у оквиру Пештанске жупаније;
- Српски Гарчин или Рац Гарчин — село Барањској жупанији;
- Српски Ковин[33], познат и као Рацкеве или Рац Кеве — насељено место у Пештанској жупанији;
- Српски Козар или Рац Козар — село у Барањској жупанији;
- Српски Крстур, познат и као Рацкерестур, Рац Керестур и Рац Крстур — насеље у оквиру Фејер жупаније;
- Српски Поток, данас Сарберки Патак — поток на западу Мађарске, притока Велике Крке, слив Муре;
- Српски Титош — село у Барањској жупанији;
- Српски Чанад, данас Чанад — село у близини Макоа, жупанија Чонград.

## Источна Европа
Већина топонима названих по Србима у источној Европи, имена су добила након српских миграција током XVII и XVIII вијека, иако су српске миграције биљежене и раније (од XV вијека). Срби су тад подједнако мигрирали и у Панонију, Трансилванију, али су (заједно са Власима) прелазили и преко Карпата па су населили неке крајеве данашње Украјине и Русије.

### Румунија и Молдавија
- Балени Сарби - насеље у округу Дамбовица;
- Охаба Сербјаска (Српска) — данас (од 1925) Охаба Романа (Тимиш), насеље у округу Алба;
- Сарбени (Телеорман) — село и општина у округу Телеорман, Мунтенија;
- Сарбениј де Жос — село у Телеорман, Мунтенија;
- Сарбешт (Бихор) — село и општина у округу Бихор;
- Сарбешт (Бузау) — село и општина у округу Бузау;
- Сарбешт (Горж) — село и општина у округу Горж;
- Сарби (Арад) или Арадски Срб — насеље у округу Арад;
- Сарби (Бакау) — насеље у округу Бакау;
- Сарби (Бихор) — село и општина у округу Бихор;
- Сарби (Ботошани) — насеље у округу Ботошани;
- Сарби (Будешти), познат и као Српска Фалва — насеље у округу Марамуреш;
- Сарби (Валча) — насеље у округу Валча;
- Сарби (Васлуј) — насеље у округу Васлуј;
- Сарби (Вранча) — насеље у округу Вранча;
- Сарби (Галац) — насеље у округу Галац;
- Сарби (Неамц) - насеље у Молдавији, код Думбраве;
- Сарби (Олт) — насеље у округу Олт;
- Сaрби-Магура (Sârbii Măgura) — општина у округу Олт;
- Сарби (Салаж) — насеље у округу Салаж;
- Сарби (Фaркаша) — насеље у округу Марамуреш;
- Сарби (Хунедоара) — насеље у округу Хунедоара;
- Сербан Вода — дио града Букурешта;
- Сербота — планински врх на планини Фегераш у Румунији;
- Сирбешти — село у области Флорести, Молдавија;
- Срби де Гратиа (Sârbii de Gratia) — у 19. вијеку мјесто у Румунији, сада Drăghinești у општини Gratia, Телеорман
- Србова или Сарбова (Тимиш) — насеље у округу Тимиш;

### Украјина
- Нови Серби — село у Јемиљчинском рејону, Житомирска област;
- Сербановка — село у Хмељничком рејону, Виничка област;
- Серби (Житомирска област) — село у Јемиљчинском рејону, Житомирска област;
- Серби (Одеска област) — село у Кодимском рејону, Одеска област;
- Серби (до 1945), данас Гонтовка — село у Черневечком рејону, Виничка област;
- Сербинов (Украјина) — село у Волочишом рејоне, Хмељничка област;
- Сербиновка (Полтавска област) — село у Хребјонковском рејону, Полтавска област;
- Сербиновка (Хмељничка област) — село у Староконстантиновском рејону, Хмељничка област;
- Сербиновци — село у Жмеринком рејону, Виничка област;
  - Сербиновци (станица) — жељезничко чвориште;
- Сербичани — село у Сокирјанском рејону, Чернивачка област;
- Сербка — село у Лиманском рејону, Одеска област;
- Сербо-Слоботка — село у Јемиљчинском рејону, Житомирска област;
- Славјаносербск — град у Славјаносербском рејону, Луганска област;
- Стари Серби — село у Јемиљчинском рејону, Житомирска област;

### Русија
- Сербилово — село у Гавриловопосадском рејоне, Ивановска област;
- Сербин (Краснодар) — мање село у Славјанском рејоне, Краснодарскога Покрајина;
- Сербин Горици — село у Сонковском рејоне, Тверска област;
- Сербинка — засеок у атару села Нижњи Теребуж, Шчигровски рејон, Курска област;
- Сербино — село у Пљушком рејону, Псковска област;
- Сербишино — село у Невјанском градском округу, Свердловска област;

## Азија

### Грузија
- Сарбеви [] — насељено мјесто у Грузији.[а][тражи се извор]

### Турска
- Гордосервон (прев. Мјесто Срба Гордоса) — древни град у Битинији, у округу Гордос, спомиње се у византијским записима 680. године.[39][40]
- Сарибелен[41] — село у округу Каш, вилајету Анадолија;
- Сербан (Чорум) — село у вилајету Чорум;
- Сирбашмак (Самсун) (дословно: „Срби прелазе”) — насеље у округу Везиркопру, вилајет Самсун;
- Сирбасан (Карс) (дословно: „Срби мисле”) — селу у округу Сарикамиш, вилајету Карс;
- Сирбели Махалеси Мухтарлики (дословно: „Српски сеоски кнез”) — дио насеља Савчили Буџукоба, вилајет Каман;
- Сирпи — дио насеља Аташехир, у Истанбулу;
- Сирпсиндиги (дословно: „Мјесто уништења Срба”) — данас Акбунар, или Сарајкпинар, вилајет Једрене;
- Сирпсиндиги — централни дио насеља Јенибосна, у округу Бахчелиевлер, у Истанбулу;

### Палестинске територије
- Српска кула — такође позната и као Женска кула, Симеонова кула или Кула Светог Саве Српског, дио манастирског комплекса Светог Саве Освећеног.[42]

## Америка

### Канада
- Серб — највиши врх у области Серб у Британској Колумбији.[43]
- Серб — регион у Британској Колумбији.[43]
- Серб — лијева притока ријеке Зимоец у западном дијелу Британске Колумбије.[44]
- Сербен фармс — газдинство у округу Округ Смоки Лејк у Алберти.[45]

### Сједињене Америчке Државе
- Серб парк — приватни парк српске цркве Св. Николе у Стилтону, Пенсилванија.[46]
- Сербин (Тексас) [] — насељно мјесто у Тексасу, названо по Лужичким Србима 1850-их година.[47]
- Сервија (Индијана) [] — насељено мјесто у Индијани, именовано 1883. године, са непознатим пореклом имена.[48][49]
- Сервија (Вашингтон) [] — насељено мјесто у Вашингтону, названо по Србији.[50]
- Сервија (Западна Вирџинија) [] — насељено мјесто у Западној Вирџинији, са непознатим пореклом имена.[51]